# Portrait de l'empereur Maximilien Ier (Lucas van Leyden)
Le Portrait de l'empereur Maximilien Ier est une gravure sur cuivre à l'eau-forte et au burin réalisée en 1520 par l'artiste néerlandais de la Renaissance Lucas van Leyden.

## Contexte
Au service de Marguerite d'Autriche (1480-1530), sœur de Maximilien Ier empereur du Saint-Empire, Lucas van Leyden souhaite à son tour participer à la diffusion de l'image de l'empereur qui vient de mourir. Il réemploie pour ce faire le portrait gravé par Albrecht Dürer, L'Empereur Maximilien Ier, l'année même de leur rencontre lors du voyage aux Pays-Bas.

## Analyse
En partant de son propre dessin préparatoire (Paris, Fondation Custodia), Lucas von Leyden adoucit et complexifie l'image franche et directe de Dürer : un parapet orné d'un tapis armorié à l'aigle impériale à double tête vient séparer le modèle du spectateur ; une architecture composite ouvrant sur un paysage remplace le fond en réserve. 
L'empereur arbore un visage plus tendre auquel renvoie la présence impertinente de petits fous montrant l'inconsistance de la vie.

## Technique
La douceur de la gravure est appuyée par la technique spécifique employée : l'eau-forte sur cuivre (et non pas sur fer comme chez Dürer), rehaussée au burin. Après les premières expérimentations de l'eau-forte par Daniel Hopfer, celle-ci est utilisée pour conférer humanité et vivacité à une œuvre dont la physionomie précise place Lucas Van Leyden parmi les plus grands graveurs de portraits.